# Baião (muzyka)
Baião – taniec oraz rytm charakterystyczny dla brazylijskiej música nordestina, muzyki Północnego Wschodu. Podstawowy rytm, w różnych instrumentacjach stanowi podstawę większości stylów tego regionu: forró, côco, cirandy i embolady. Baião wywodzi się z ludowego tańca baiano, z regionu Bahia, o którym pierwsza wzmianka pochodzi z roku 1842. Typowymi dla baião instrumentami są pandeiro, zabumba, akordeon (sanfona), trójkąt i gitara (violão). 

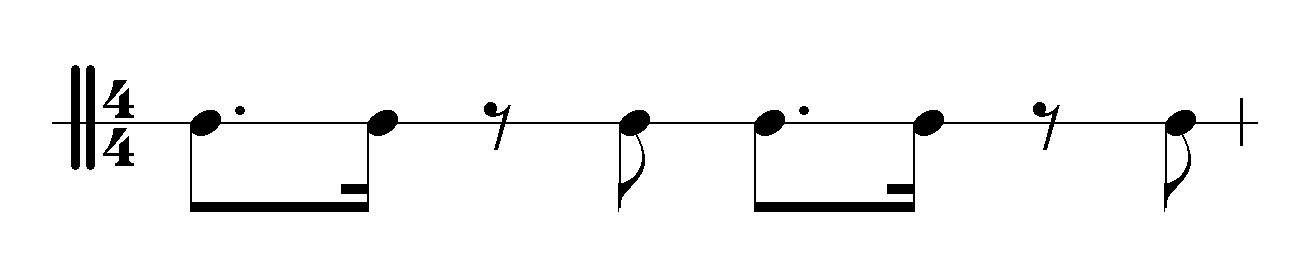
pojawia się w większości stylów muzycznych północno-wschodniej Brazylii